# Laxbro
Laxbro är en by i Norra Sandby socken i Hässleholms kommun i Skåne, belägen nordost om Hässleholm. Från 2015 avgränsar SCB här en småort.
I centrum för byn låg kvarnen. Ända fram på 1960-talet fanns förutom kvarnen två affärer, post och bensinstation.

## Bilder

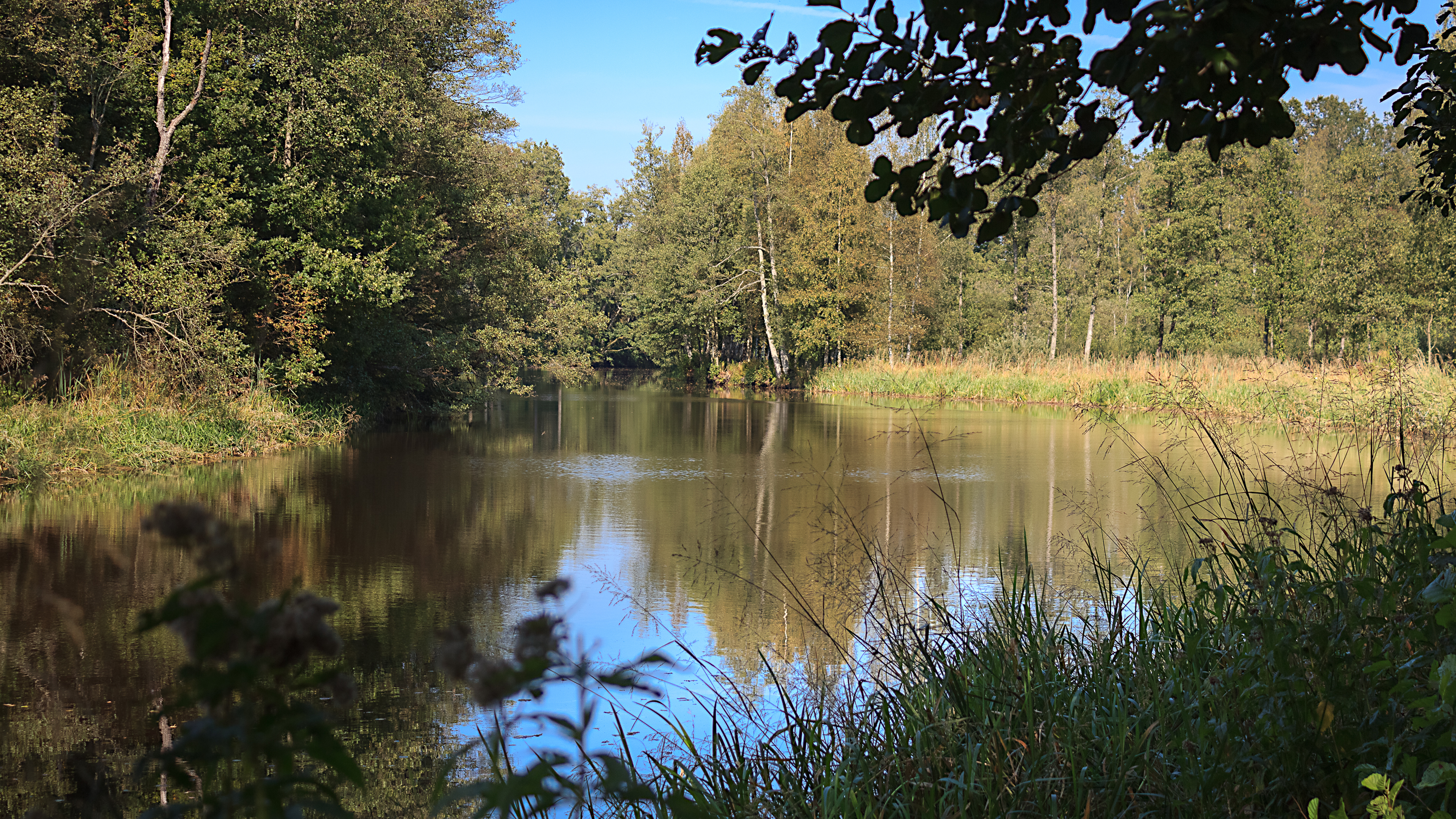
Almaån.